# Vaejovis vaquero
Espèce
Vaejovis paysonensis est une espèce de scorpions de la famille des Vaejovidae.

## Distribution
Cette espèce est endémique du Chihuahua au Mexique. Elle se rencontre vers Arroyo del Álamo dans la Sierra del Nido.

## Description
Le mâle holotype mesure 15,4 mm.

## Publication originale
- Gertsch & Soleglad, 1972 : « Studies of North American scorpions of the genera Uroctonus and Vejovis. » Bulletin of the American Museum of Natural History, no 148, p. 549–608 (texte intégral).